# Illes de Barlavento
|  | Aquest article tracta sobre les illes de Cap Verd. Vegeu-ne altres significats a «Illes de Sobrevent (desambiguació)». |

Les illes de Barlavento (sobrevent) un dels dos grups d'illes de l'arxipèlag de Cap Verd, localitzat a l'oceà Atlàntic enfront de la costa nord-occidental d'Àfrica.
El grup comprèn sis illes i dos illots:
| Illes        | Coordenades                                                   | Extensió km² | Població |
| ------------ | ------------------------------------------------------------- | ------------ | -------- |
| Santo Antão  | 17° 04′ 11″ N, 25° 10′ 15″ O / 17.06972°N,25.17083°O          | 779          | 47.100   |
| São Vicente  | 16° 51′ 0″ N, 24° 58′ 0″ O / 16.85000°N,24.96667°O            | 227          | 83.000   |
| Santa Luzia  | 16° 45′ 41″ N, 24° 44′ 38″ O / 16.76139°N,24.74389°O          | 34           | 0        |
| São Nicolau  | 16° 37′ 0″ N, 24° 16′ 0″ O / 16.61667°N,24.26667°O            | 388          | 12.700   |
| Sal          | 16° 44′ 0″ N, 22° 56′ 0″ O / 16.73333°N,22.93333°O            | 216          | 25.000   |
| Boa Vista    | 16° 06′ 0″ N, 22° 49′ 0″ O / 16.10000°N,22.81667°O            | 620          | 4.700    |
| Branco       | 16° 39′ 27″ N, 24° 40′ 51″ O / 16.65750°N,24.68083°O          | 3            | 0        |
| Raso         | 16° 37′ 00″ N, 24° 35′ 57″ O / 16.61667°N,24.59917°O          | 7            | 0        |
| dos Pássaros | 16° 54′ 34.92″ N, 25° 0′ 40.68″ O / 16.9097000°N,25.0113000°O | 0,023        | 0        |